# Hortus conclusus
Hortus conclusus (łac.: „zamknięty ogród”) – w średniowieczu, przydomowy ogród, otoczony murem, często w granicach zamku. Terminem tym, zaczerpniętym z Wulgaty, określano też specyficzny sposób przedstawiania ewangelicznej sceny Zwiastowania w malarstwie średniowiecznym i renesansowym.
W hortus conclusus sadzono głównie róże (symbol Matki Boskiej). Oprócz nich rosły tam zioła, aromatyczne kwiaty, bukszpan (na żywopłoty formowane), oraz pojedyncze drzewa, gdyż było to stosunkowo małe założenie ogrodowe. Zamknięty ogród stał się tłem dla wielu przedstawień religijnych związanych z Maryją.

## Pochodzenie terminu

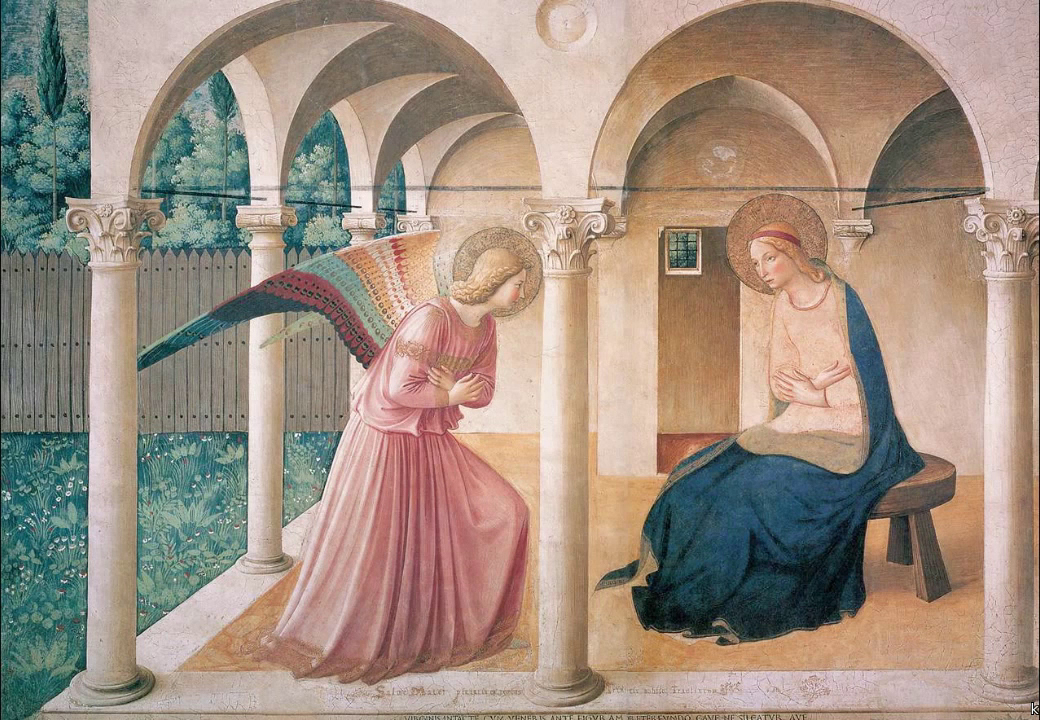
Zwiastowanie – Klasztor św. Marka, Florencja

Tradycja chrześcijańska przyjmuje, iż Jezus Chrystus poczęty został w sposób cudowny z Ducha Świętego w łonie Maryi Dziewicy. Maryja pozostała dziewicą aż do śmierci. Artyści średniowieczni i renesansowi przedstawiali scenę Zwiastowania w ogrodzie lub w jego pobliżu. Było to odwołaniem się do „nietkniętego łona” Matki Bożej, które pozostało bez skazy. W starotestamentalnej Księdze Pieśń nad pieśniami w 4 rozdz., w. 12 odnajdujemy następujące słowa, które mogły stać się rzeczywistym pierwowzorem literackim, wykorzystywanym przez malarzy: 

hortus conclusus soror mea sponsa hortus conclusus fons signatus

Ogrodem zamkniętym jesteś, siostro ma, oblubienico, ogrodem zamkniętym, źródłem zapieczętowanym

## Przykłady
Do znanych przedstawień Zwiastowania, utrzymanych w nurcie Hortus conclusus, należą Zwiastowanie Fra Angelico (1430–1432) oraz obraz w ołtarzu asyskiej Porcjunkuli (Hilary z Viterbo, 1393). Motyw ten pojawia się także w innych scenach religijnych, jak np. w Madonnie kanclerza Rolin Jana van Eycka.
W pobliżu Betlejem w Palestynie istnieje klasztor żeński założony w 1901 roku nazywany Hortus conclusus (w pobliżu źródła Ain Artas).